# Dobročovice
Dobročovice är en ort i Tjeckien.   Den ligger i regionen Mellersta Böhmen, i den centrala delen av landet, 20 km öster om huvudstaden Prag. Dobročovice ligger 278 meter över havet och antalet invånare är 150.
Terrängen runt Dobročovice är lite kuperad, och sluttar norrut. Runt Dobročovice är det ganska tätbefolkat, med 65 invånare per kvadratkilometer. Närmaste större samhälle är Žižkov, 18,1 km väster om Dobročovice. Trakten runt Dobročovice består till största delen av jordbruksmark.